# 八戸インターチェンジ

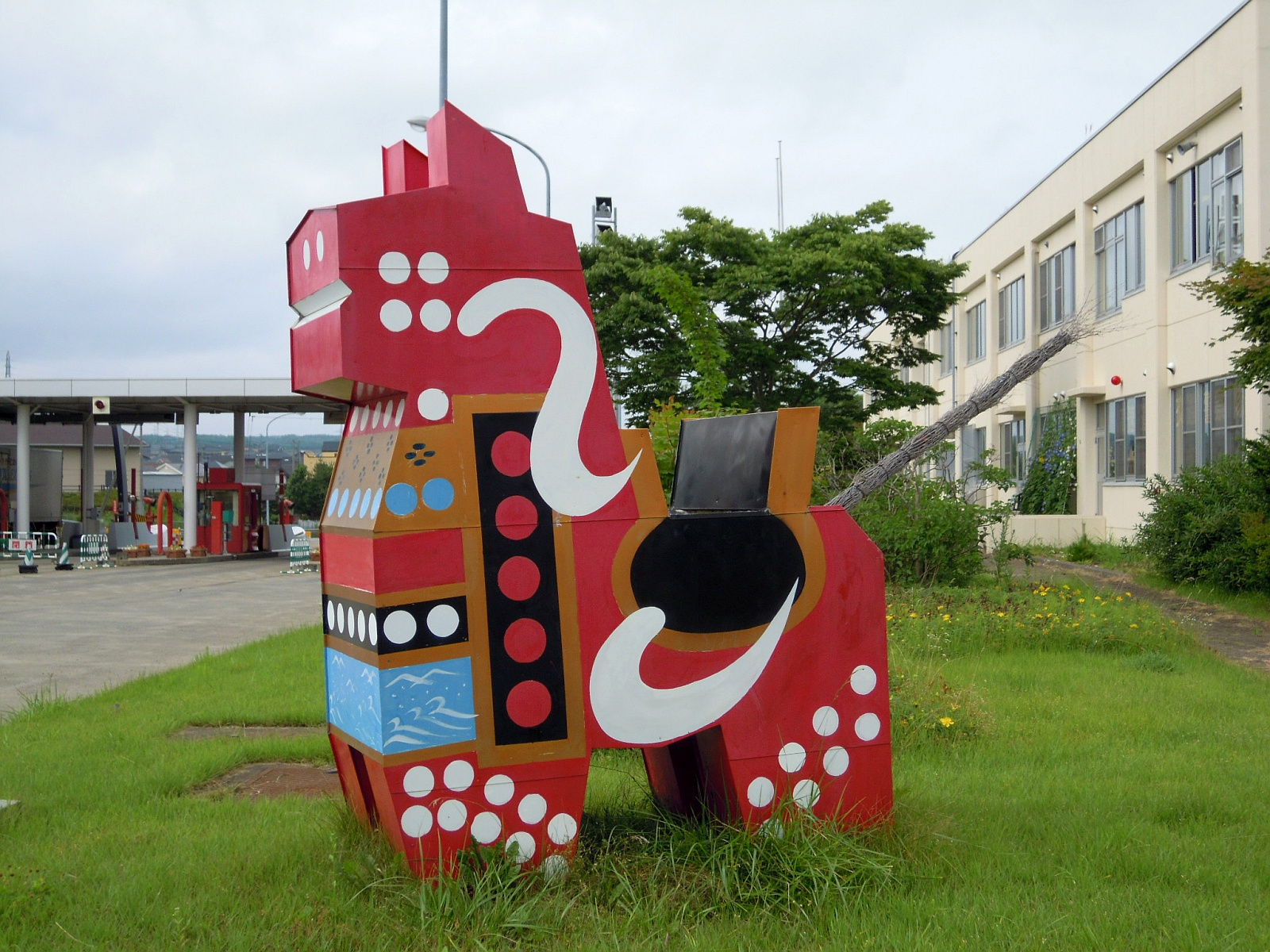
敷地内に置かれている八戸市の郷土玩具「八幡馬」の模型

八戸インターチェンジ（はちのへインターチェンジ）は、青森県八戸市にある八戸自動車道のインターチェンジである。インターチェンジ内には、料金所のほか東日本高速道路東北支社八戸管理事務所が設置されており、青森県警察高速道路交通警察隊八戸分駐隊も置かれている。
なお本稿では、併設する高速バス停留所である八戸バスストップ（はちのへバスストップ）についても記載する。
隣接する八戸JCTがハーフジャンクションで整備されているため、当ICから走行できるのは南郷IC方面のみとなっており、八戸自動車道の青森方面（八戸西SIC以北）や三陸沿岸道路方面へのアクセスはできない。この関係で、利用に注意が必要なインターチェンジである。

## 歴史
- 1986年（昭和61年）11月27日 : 一戸IC - 八戸IC開通に伴い、供用開始。

## 道路

### 本線
- E4A 八戸自動車道（6番）

### 接続する道路
- 直接接続
  - 青森県道29号八戸環状線
- 間接接続
  - 国道104号（県道29号経由）
  - 国道340号（県道29号経由）

## 料金所
- ブース数　6

### 入口
- ブース数：2
  - ETC専用：1
  - 一般：1

### 出口
- ブース数：4
  - ETC専用：1
  - 一般：2
  - 閉鎖：1

## 周辺
- 八戸ニュータウン（ニュータウンの北端に位置する）
- 八戸赤十字病院
- 八戸工業高等専門学校
- 八戸聖ウルスラ学院中学校・高等学校
- 根城の広場

## 隣
E4A 八戸自動車道
(5-1) 八戸JCT（当IC ⇔ 三沢・階上方面の連絡は不可） - (6) 八戸IC

## 形状
青森県道29号八戸環状線に準直結Y型のランプウェイで接続している。

## 八戸バスストップ

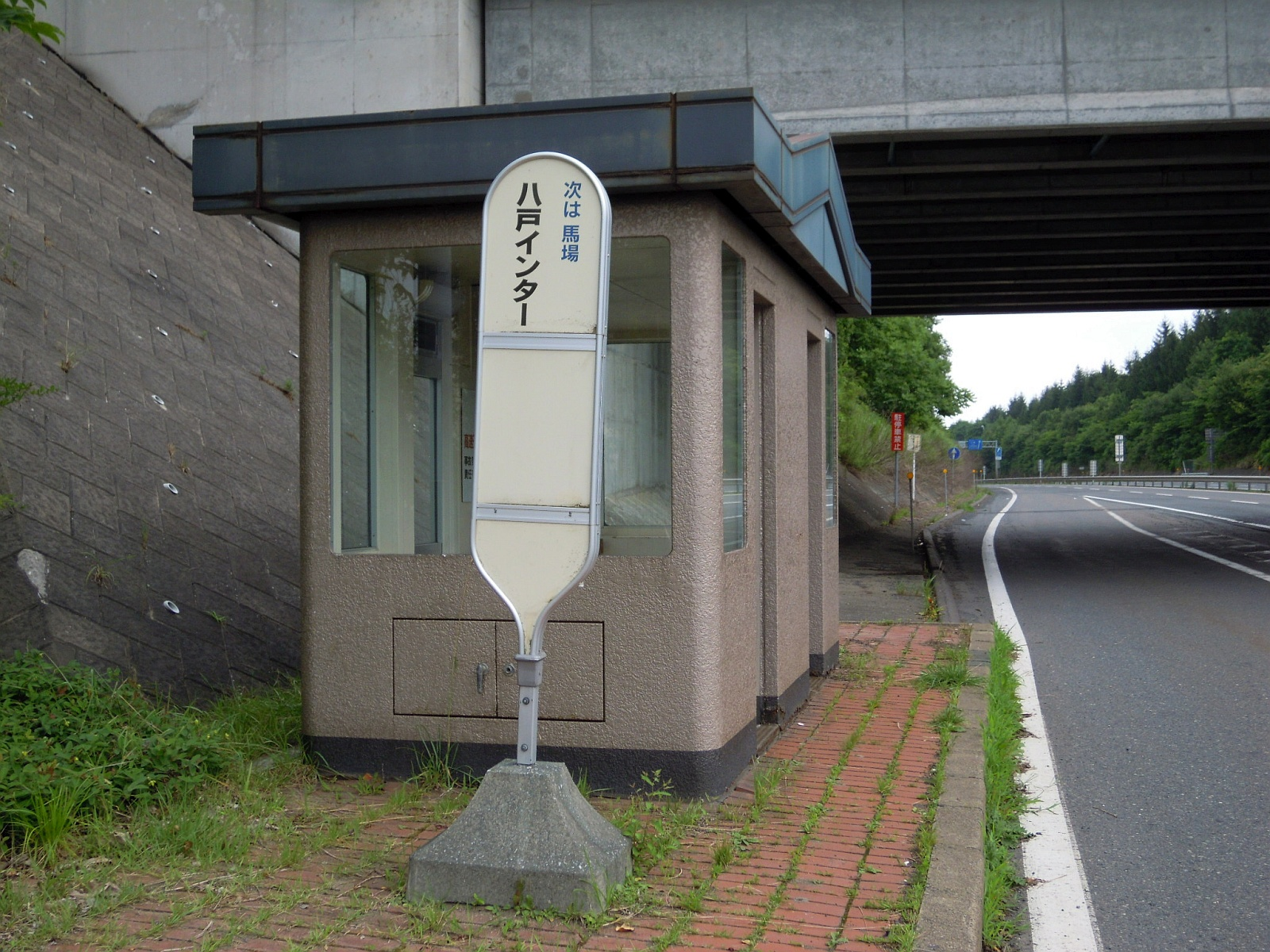
八戸市内方面行きの停留所

料金所付近に設置されており、「八戸IC（はちのへインター）」の停留所名が用いられる。八戸市営バス・南部バス：八戸ニュータウン線「東白山台」バス停が最寄り停留所で、当バス停下車後徒歩で約3分の距離である。

### 停車路線
- 八盛号（八戸 - 盛岡線）
- うみねこ号（八戸 - 仙台線）

軽米高速線は同インターバス停に停車しない。
また、シリウス号（七戸・十和田・八戸 - 東京線）も2023年9月8日のダイヤ改正で停車扱いが廃止された。